# Mario Santonastaso
Mario Santonastaso (Castel San Giovanni, 11 ottobre 1937 – Bologna, 8 gennaio 2021) è stato un attore e cabarettista italiano.

## Biografia
Ha iniziato la carriera negli anni sessanta come chitarrista del gruppo beat I Ricercati.
Nel duo con il fratello Pippo Santonastaso (la sorella Lucia Santonastaso era una cantante), egli è il chitarrista e "spalla" negli sketch che sfruttano la comicità fisica e mimica di Pippo.
L'esordio televisivo e il successo popolare nazionale giungono nel 1970 nel programma televisivo di Marcello Marchesi Ti piace la mia faccia?, a cui seguono Per un gradino in più, Chi è di scena? e Foto di gruppo, sino a giungere a una trasmissione tutta loro (Uno + Uno = Duo).
Nella seconda metà degli anni settanta e nel decennio successivo apparvero in molti spettacoli di prima serata, trasmessi dalle principali emittenti televisive nazionali di Rai 1; fra le partecipazioni, quelle nell'edizione del 1977-78 di Domenica in (Uffa, domani è lunedì), e su Rai 2 la presenza fissa nel cast del programma Gran Canal di Corrado.
È morto a Bologna l'8 gennaio 2021 all'età di 83 anni. Cadendo in casa aveva subito la frattura del femore e poi complicazioni polmonari hanno determinato il decesso. È stato escluso che si trattasse di Covid-19.